# 히다카 스미코

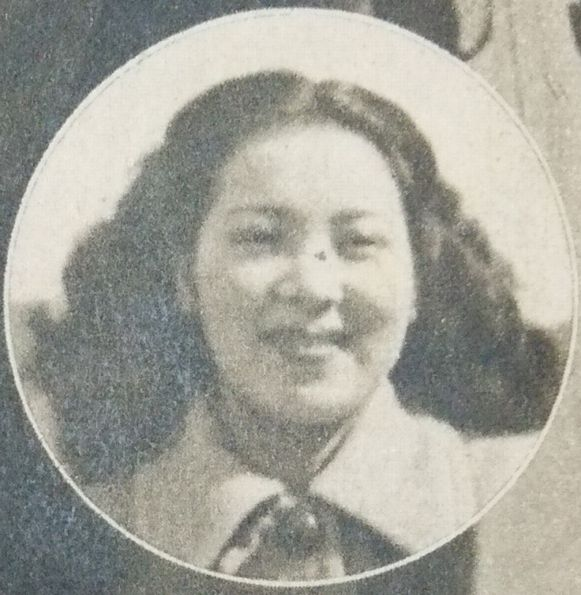

히다카 스미코(Sumiko Hidaka, 1923년 3월 5일 ~ 2002년 8월 1일)는 일본의 배우이다.
나카교구에서 태어났으며 도쿄에서 사망하였다. 사인은 간부전이다.

## 영화
- 안녕 나의 대지여 (1982년)
- 동반 자살 (1969년)
- 사랑, 너의 이름은 슬픔 (1962년)
- 아끼쯔 온천 (1962년)
- 나잇 드럼 (1958년)
- 구멍 (1957년)
- 내 모든 것을 (1954년)